# Íngrid Cruz
Íngrid Elena Cruz Toro (Antofagasta, 1 de julio de 1975) es una actriz chilena de televisión.

## Biografía
Nació el 1 de julio de 1975 en Antofagasta. Hija de Norman Cruz, un notario y conservador de bienes raíces de la ciudad, y de Sara Toro, una secretaria. Su padre es natural El Salvador, vino a Chile tras de la guerra.   
Sus estudios los realizó en el Liceo Experimental Artístico y en el Colegio Instituto Santa María Antofagasta. Luego, se trasladó a Santiago para estudiar la carrera de actuación en la Academia Club de Teatro, egresando en 1998.

## Carrera
Debutó en televisión con la telenovela Marparaíso (1998) de Canal 13, compartiendo créditos junto a Cristián Campos y Jorge Zabaleta. Seguidamente, trabajó durante diez años en Canal 13, bajo las órdenes de Verónica Saquel.  
En este período apareció en telenovelas de gran éxito comercial como Machos en 2003, Brujas en 2005 y Lola en 2007, en las que le sirvió para darse a conocer a pesar de no tener un rol principal. En 2009, Canal 13 decidió no renovar su contrato, debido a que prefirieron potenciar a actrices con mayor protagonismo de la industria de la televisión, como fue en el caso de Tamara Acosta y Blanca Lewin. 
Después de un tiempo sin muchas apariciones en televisión,[cita requerida] María Eugenia Rencoret le da la oportunidad de antagonizar la telenovela diurna Esperanza (2011), con gran éxito. Desde entonces, fue dirigiendo su carrera hacia un lado más comercial, convirtiéndose en rostro publicitario. Seguiría en TVN en la nocturna Reserva de familia (2012) y con la vespertina Somos los Carmona (2013).
En 2014 emigra a Mega junto con Rencoret, quien forma una nueva área dramática para el canal. Íngrid obtiene el antagónico principal en la vespertina Pituca sin lucas (2014), que termina siendo un éxito para el horario. 

## Vida personal
Cruz ha mantenido relaciones sentimentales con diversas figuras del espectáculo chileno, entre ellas: Luciano Cruz-Coke, Jorge Zabaleta, Juan Pablo Bastidas, Nelson Tapia, Giancarlo Petaccia, Benjamín Vicuña, Beto Cuevas y Felipe Camiroaga.
En 2007, Cruz y Leonardo Scheinffelt fueron padres de Emilia. La pareja se separó en 2014.

## Filmografía
- El nominado (2003)
- El vuelo del Manutara (2012)
- Videoclub (2013)
- Barrio universitario (2013)
- Prueba de actitud (2016)
- Mientes (2020)

## Televisión
| Año       | Título                  | Papel               | Canal           |
| --------- | ----------------------- | ------------------- | --------------- |
| 1998      | Marparaíso              | Sofía Carrasco      | Antagonista     |
| 1999      | Cerro Alegre            | Karina Astudillo    | Reparto         |
| 2000      | Corazón pirata          | Cynthia Cáceres     | Reparto         |
| 2003      | Machos                  | Belén Cruchaga      | Reparto         |
| 2004      | Hippie                  | Catalina Villalobos | Reparto         |
| 2005      | Brujas                  | Gretel Schmidt      | Papel principal |
| 2006      | Descarado               | Carolyne Martínez   | Reparto         |
| 2007–2008 | Lola                    | Grace Fernández     | Reparto         |
| 2009      | Cuenta conmigo          | Lydia Peña          | Reparto         |
| 2011      | Esperanza               | Beatriz Solovera    | Antagonista     |
| 2012      | Reserva de familia      | Ema Ruiz-Tagle      | Papel principal |
| 2013–2014 | Somos los Carmona       | Isabel Durán        | Antagonista     |
| 2014–2015 | Pituca sin lucas        | Stella González     | Antagonista     |
| 2016      | Pobre gallo             | Carola García       | Antagonista     |
| 2017      | Tranquilo papá          | Pamela Morales      | Papel principal |
| 2019      | Juegos de poder         | Karen Franco        | Reparto         |
| 2021      | Demente                 | Javiera Cáceres     | Reparto         |
| 2022–2023 | Hijos del desierto      | Helena              | Reparto         |
| 2023–2024 | Como la vida misma      | Octavia Werner      | Antagonista     |
| 2024–2025 | Nuevo amores de mercado | Alicia Rubilar      | Reparto         |
| 2025–2026 | Aguas de oro            | Salomé Moreno       | Reparto         |

#### Series
- Dinastía Sa Sá (Canal 13, 2007)
- Héroes (Canal 13, 2007)
- Historias de cuarentena (Mega, 2020)

#### Programas
- Sin mochila (Canal 13, 2000) - Conductora
- The Switch (Mega, 2015; 2017-2018) - Jurado
- Sana tentación (Mega, 2021) - Conductora

## Teatro
- Un dios salvaje (2013)
- Que se acabe el mundo (2019)
- Háblame (2020)

## Videos musicales
| Año  | Título       | Artista        | Director      |
| ---- | ------------ | -------------- | ------------- |
| 2013 | Es muy tarde | Jorge González | Esteban Vidal |

## Publicidad
- Savory (2003)[17]
- Ópticas GMO (2005)
- Tottus (2012-2019)
- Farmacias Maicao (2023).

## Premios y nominaciones
| Año  | Premio           | Categoría                              | Producción       | Resultado |
| ---- | ---------------- | -------------------------------------- | ---------------- | --------- |
| 1998 | Premio Apes      | Mejor actriz de proyección             | Marparaíso       | Nominada  |
| 1999 | Premio Apes      | Mejor actriz de proyección             | Cerro Alegre     | Nominada  |
| 2005 | Premio Apes      | Mejor actriz de reparto                | Brujas           | Nominada  |
| 2008 | Premio Apes      | Mejor actuación complementaria         | Lola             | Nominada  |
| 2015 | Copihue de Oro   | Mejor actriz popular                   | Pituca sin lucas | Ganadora  |
| 2018 | Copihue de Oro   | Mejor actriz popular                   | Tranquilo papá   | Nominada  |
| 2019 | Copihue de Oro   | Mejor actriz popular                   | Juegos de poder  | Nominada  |
| 2016 | Premios Caleuche | Mejor actriz protagónica en teleseries | Pituca sin lucas | Nominada  |

## Reconocimientos
- 1994 - Reina de la ciudad de Antofagasta.